# Аутолик
Аутолик (грч. Αὐτόλυκος) је у грчкој митологији био Одисејев деда. Он је Одисеју и дао име. Пошто се целог живота супротстављао многим принчевима, дао му је име Одисеј, што значи „љутит“, јер је сматрао да ће он бити жртва његових непријатељстава. Ипак, зарекао се да ако Одисеј дође на Парнас да укори свог деду, да би ублажио његов гнев, даће му део свог поседа.

## Етимологија
Његово име значи прави или усамљени вук.

## Митологија
Био је Хермесов син, док је његовог брата близанца Филамона зачео Аполон. Као његова мајка се помиње Хиона, мада разни аутори наводе још нека имена. Паусанија је писао да је његова супруга била Неера, али је према Хомеру то била Амфитеја, са којом је имао кћерку Антиклеју, Одисејеву мајку. Хермес је свом сину подарио вештину да краде, а да не буде откривен и способност да се преображава. Он је украо Аминтору шлем који је Одисеј носио током тројанског рата. Хермес му је дао и способност да преображава животиње, рогате у нерогате и обратно. То је искористио да Сизифу украде говеда, а да овај нема доказа против њега. Ипак, Сизиф је приметио да се његово стадо смањује, док се Аутоликово повећава. Зато је са доње стране копита својих крава утиснуо или иницијале или тврдњу „украо Аутолик“. Током ноћи Аутолик је покрао краве, али ујутро су отисци на путу били довољан доказ. Сизиф је позвао суседе да се обрачунају са лоповом, а он сам у том метежу је обишао око куће и на друга врата покуцао Аутоликовој кћерки Антиклеји, коју је обљубио, због чега је она зачела и родила Одисеја. Аутолик је учествовао у походу Аргонаута. Према неким изворима, био је Јасонов деда. Помиње се и као један од могућих учитеља Херакла. Наиме, подучавао га је „песничењу“. Он је украо и Ифитова говеда и продао их је Хераклу, који ништа није сумњао. Ифит је оптужио Херакла за крађу и он га је због те увреде бацио са стене.

## Тумачење
Крађа обележене стоке је чест мотив у грчким митовима, попут оног када је Еурилох покрао Хелијева говеда. Према неким наводима, мит који говори како Аутолик поткрада Сизифа, претварајући животиње у други облик подсећа на причу о Јакову и Лабану из Књиге постојања (XXIX—XXX).

## Други ликови
Син Дејмаха из Тесалије, који се заједно са својом браћом Дејлеонтом и Флагијем придружио Хераклу у походу на Амазонке, али су се изгубили у Синопу у Пафлагонији. Јасон их је пронашао и прикључио Аргонаутима. Овај Аутолик се сматра оснивачем Синопа, где је био обожаван као бог и где му је изграђено пророчиште. Када су Римљани освојили овај град, његову статуу је Лукул пренео у Рим. Хигин га наводи као сина Фрикса и Калиопе.